# Montignac (Dordogne)
Montignac vagy Montignac-sur-Vézère, 2020 óta Montignac-Lascaux település Franciaországban, Dordogne megyében. Lakosainak száma 2760 fő (2022. január 1.). Montignac Auriac-du-Périgord, Aubas, La Chapelle-Aubareil, Fanlac, Coly-Saint-Amand, Valojoulx és Thonac községekkel határos.

## Népesség
A település népességének változása:
| Lakosok száma | 2949 | 3135 | 2938 | 2888 | 2814 | 2807 | 2770 | 2753 | 2757 | 2760 |
|               | 1968 | 1982 | 1990 | 2006 | 2013 | 2015 | 2017 | 2019 | 2020 | 2022 |

## Látnivalók
- Lascaux-i barlang, a Vézère-völgyi festett barlangok egyike, a kulturális Világörökség része. Az eredeti barlang 1963 óta nem látogatható, de a városban több múzeumi hasonmása épült.